# Pólvora destellante

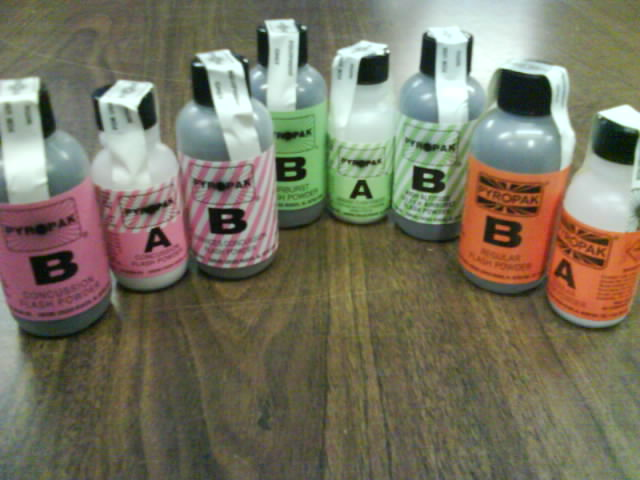
Ejemplo de pólvora destellante. Los oxidantes A, al lado de los combustibles B asociados a cada uno de ellos.

La Pólvora destellante también conocida como Polvora Flash es un compuesto pirotécnico, consistente en una mezcla de oxidante y combustible metálico, que arde rápidamente y, si es confinada, produce un sonido fuerte. Se usa en fuegos artificiales, petardos y antiguamente era usada en flash fotográfico (una mezcla de polvo de magnesio y clorato de potasio, siendo un invento de los inventores alemanes Adolf Miethe y Johannes Gaedicke en 1887). Algunas composiciones comunes son de perclorato o permanganato de potasio y aluminio en polvo. Las mezclas de esta pólvora poseen  serios riesgos de quemadura.

## Componentes
La pólvora flash está compuesta por un Oxidante, un combustible metálico y puede llevar un agente sensibilizador (Catalizador) el catalizador mejora la sensibilidad y la ignición de la mezcla.
Oxidante: El oxidante suministra oxígeno para la combustión. Comúnmente se usan las sales de potasio, ya que tienen un alto contenido de oxígeno, esta característica es esencial para el proceso de reacción. se utilizan (Nitrato de potasio, Clorato de potasio Perclorato de potasio o Permanganato de potasio)
Combustible: Se usan polvos metálicos como el (Aluminio, Magnesio O Titanio). los metales como el aluminio y el magnesio son altamente reactivos y actúan como combustibles eficaces. Cuando estos metales finamente se combinan con un oxidante pueden generar una combustión rápida y exotérmica.

## Mezclas

### Aluminio Y clorato
La combinación de polvo de aluminio y clorato de potasio es inestable y una mala elección para el flash de pólvora que no debe almacenarse más que por un período muy corto. Por esta razón, ha sido reemplazado en gran medida por mezclas de perclorato de potasio. Las mezclas de clorato todavía se usan cuando el costo es la principal preocupación porque el clorato de potasio es menos costoso que el perclorato.
La más sencilla es una mezcla de clorato de dos componentes, aunque rara vez se utiliza.
KClO 3 + 2Al → Al 2 O 3 + KCl
La composición es aproximadamente 70% KClO3 :  30% Al en peso para los reactivos de la ecuación estequiométricamente equilibrada anterior.
Se considera de vital importancia excluir el azufre y cualquier componente ácido de estas mezclas. El azufre se oxida y absorbe la humedad para producir ácidos sulfúrico y tiónico ; cualquier ácido en la mezcla la vuelve inestable. A veces se añade a la mezcla un pequeño porcentaje de bicarbonato o tampón de carbonato para garantizar la ausencia de impurezas ácidas.
A esta mezcla se añade deliberadamente azufre como tercer componente para reducir la energía de activación . Sin embargo, esto genera el problema de la producción de ácido y la inestabilidad, por lo que estas mezclas generalmente se consideran demasiado inestables para almacenarse y deben mezclarse inmediatamente antes de su uso. Se puede utilizar trisulfuro de antimonio como alternativa y es más estable en almacenamiento. 

### Nitrato de potasio, aluminio y azufre.
Esta composición, generalmente en una proporción de 5 partes de nitrato de potasio, 3 partes de polvo de aluminio y 2 partes de azufre, es especialmente popular entre los aficionados. No se quema muy rápido a menos que se utilicen ingredientes excepcionalmente finos. Aunque incorpora azufre, de hecho es bastante estable y soporta múltiples golpes de un martillo sobre una superficie dura. Se dice que agregar un 2% de su peso con ácido bórico aumenta significativamente la estabilidad y la vida útil, a través de la resistencia a la humedad ambiental. Otras proporciones como 6 KNO 3/3 Al/2 S y 5 KNO 3/2 Al/3 S también existen y funcionan. Todas las proporciones tienen tiempos de combustión y resistencia similares, aunque 5 KNO 3/3 Al/2 S parece ser dominante.
2 KNO 3 + 4 Al + S → K 2 S + N 2 + 2 Al 2 O 3
La composición es aproximadamente 59% KNO3 :  31,6% Al: 9,4% S en peso para los reactivos de la ecuación estequiométricamente equilibrada anterior.
Para obtener mejores resultados, se debe utilizar aluminio "alemán oscuro", con azufre flotador de aire y nitrato de potasio puro finamente molido con bolas . La mezcla terminada nunca debe molerse con bolas.

### Aluminio y perclorato
El polvo de aluminio y el perclorato de potasio son los dos únicos componentes del polvo flash estándar de la industria pirotécnica. Proporciona un gran equilibrio entre estabilidad y potencia, y es la composición utilizada en la mayoría de los fuegos artificiales explosivos comerciales.
La ecuación balanceada para la reacción es:
3 KClO 4 + 8 Al → 3 KCl + 4 Al 2 O 3
La relación estequiométrica es 34,2% de aluminio y 65,8% de perclorato en masa. La composición utilizada por la mayoría de los pirotécnicos es una proporción de siete partes de perclorato de potasio por tres partes de piroaluminio oscuro.
Para obtener mejores resultados, el polvo de aluminio debe ser de grado "Dark Pyro", con forma de partículas en forma de escamas y un tamaño de partículas inferior a 10 micrómetros. El KClO 4 debe estar en forma de polvo, libre de grumos. Se puede tamizar a través de una malla, si es necesario, para eliminar los grumos antes de su uso. El tamaño de partícula del perclorato no es tan crítico como el del componente de aluminio, ya que se requiere mucha menos energía para descomponer el KClO 4 que la necesaria para fundir el aluminio al estado líquido requerido para la reacción.
Aunque esta composición es bastante insensible, debe tratarse con cuidado y respeto. Los pirotécnicos aficionados suelen utilizar un método llamado cambio de pañales , en el que los materiales se vierten por separado en una gran hoja de papel, que luego se levanta alternativamente en cada esquina para hacer rodar la composición sobre sí misma y mezclar los componentes. Algunos pirotécnicos aficionados optan por mezclar la composición agitándola en un recipiente de papel cerrado, ya que esto es mucho más rápido y eficaz que cambiar pañales. Un método para mezclar flash es colocar los componentes en el dispositivo final y manipular el dispositivo mezclará el polvo flash. Se elige papel/cartón frente a otros materiales, como el plástico, debido a sus favorables propiedades triboeléctricas .
Nunca se deben mezclar grandes cantidades en un solo lote. Grandes cantidades no sólo son más difíciles de manejar con seguridad, sino que también ponen en riesgo a transeúntes inocentes dentro del área. En caso de ignición accidental, los escombros de una explosión de pólvora de varias libras pueden lanzarse cientos de pies con fuerza suficiente para matar o herir. (Nota: 3 gramos de mezcla son suficientes para explotar al aire libre sin más restricción que la presión del aire).
No importa la cantidad, siempre se debe tener cuidado para evitar cualquier descarga electrostática o fricción durante la mezcla o manipulación, ya que pueden causar una ignición accidental.

### Magnesio y nitrato
Otra composición flash común entre los aficionados consiste en polvo de magnesio y nitrato de potasio . Se han utilizado otros nitratos metálicos, incluidos los nitratos de bario y estroncio . Las composiciones que utilizan nitrato y magnesio metálico se han utilizado como polvos para flash fotográfico casi desde la invención de la fotografía. El polvo instantáneo de nitrato de potasio/magnesio debe mezclarse y usarse inmediatamente y no almacenarse debido a su tendencia a autoinflamarse.
Si el magnesio no es un polvo muy fino, se puede pasivar con aceite de linaza o dicromato de potasio. El polvo flash de magnesio pasivado es estable y seguro de almacenar.
2 KNO 3 + 5 Mg → K 2 O + N 2 + 5 MgO
La composición es 62,5% KNO3 :  37,5% Mg en peso para los reactivos de la ecuación estequiométricamente equilibrada anterior. A continuación se muestra la misma reacción pero con nitrato de bario .
Ba(NO 3 ) 2 + 5 Mg → BaO + N 2 + 5 MgO
Las mezclas diseñadas para realizar informes son sustancialmente diferentes de las mezclas diseñadas para iluminación. Una relación estequiométrica de tres partes de KNO 3 por dos partes de Mg es cercana a la ideal y proporciona la combustión más rápida. El polvo de magnesio debe tener un tamaño inferior a 200 mesh, aunque funcionará hasta 100 mesh. El nitrato de potasio debe ser un polvo impalpable. Esta mezcla es popular en la pirotecnia amateur porque es insensible y relativamente segura.
Para uso fotográfico, las mezclas que contienen magnesio y nitratos se vuelven mucho más ricas en combustible. El exceso de magnesio se volatiliza por la reacción y se quema en el aire proporcionando luz adicional. Además, la mayor concentración de combustible da como resultado una combustión más lenta, lo que produce más "puf" y menos "estallido" cuando se enciende. Una fórmula de 1917 especifica 5 partes de magnesio por 6 partes de nitrato de bario para una estequiometría de nueve partes de combustible por una parte de oxidante.  Las recreaciones modernas de polvos para flash fotográficos pueden evitar el uso de sales de bario debido a su naturaleza tóxica. Una mezcla de cinco partes de magnesio de malla 80 por una parte de nitrato de potasio proporciona un buen destello blanco sin ser demasiado violento. Los polvos flash ricos en combustible también se utilizan en ollas flash teatrales .
Las composiciones a base de magnesio se degradan durante largos períodos, lo que significa que el magnesio metálico reaccionará lentamente con el oxígeno y la humedad atmosféricos. En la pirotecnia militar que utiliza combustibles de magnesio, el oxígeno externo se puede excluir mediante el uso de botes sellados herméticamente. Los polvos para flash fotográfico comerciales se venden como mezclas de dos partes, que se combinan inmediatamente antes de su uso.

### Magnesio y PTFE
Una composición de destello diseñada específicamente para generar llamaradas que son excepcionalmente brillantes en la porción infrarroja del espectro utiliza una mezcla de magnesio de grado piro y politetrafluoroetileno en polvo . Estas bengalas se utilizan como señuelos desde aviones que podrían estar sujetos al fuego de misiles buscadores de calor.
2n Mg + (C 2 F 4 )) n → 2n MgF 2 (s) + 2n C (s)

### Trisulfuro y clorato de antimonio
Esta mezcla, y mezclas similares que a veces contienen piroaluminio, se han utilizado desde principios del siglo XX para pequeños petardos de papel estilo "Gato Negro" . Su costo extremadamente bajo lo hace popular entre los fabricantes de fuegos artificiales de baja calidad en China. Como todas las mezclas que contienen cloratos, es extremadamente sensible a la fricción, el impacto y las descargas electrostáticas, y se considera inseguro en dispositivos pirotécnicos que contienen más de unas pocas decenas de miligramos de la mezcla.
3 KClO 3 + Sb 2 S 3 → Sb 2 O 3 + 3 SO 2 + 3 KCl
Esta mezcla no es muy energética y, al menos en algunas partes de los Estados Unidos, los petardos que contienen 50 mg o menos de esta mezcla son legales como fuegos artificiales de consumo.

## Seguridad y manejo
Los flash de pólvora, incluso dentro de los usos previstos, a menudo liberan una fuerza explosiva de capacidad mortal. Casi todas las mezclas de polvos flash más utilizadas son sensibles a los golpes, la fricción y las descargas electrostáticas. En ciertas mezclas, no es raro que esta sensibilidad cambie espontáneamente con el tiempo, o debido a cambios en el medio ambiente, o a otros factores incognoscibles ya sea en la fabricación original o en el almacenamiento en el mundo real. Además, los contaminantes accidentales como ácidos fuertes o compuestos de azufre pueden sensibilizarlos aún más. Debido a que las mezclas de polvos explosivos son tan fáciles de iniciar, existe potencialmente un alto riesgo de explosiones accidentales que pueden causar lesiones graves por explosión/fragmentación, por ejemplo, ceguera, amputación explosiva, mutilación permanente o desfiguración. Se han producido muertes. Por lo tanto, las diversas composiciones de polvo instantáneo no deben ser manipuladas por nadie que no esté familiarizado con sus propiedades o con las técnicas de manipulación necesarias para mantener la seguridad. La pólvora y los dispositivos de pólvora representan riesgos excepcionalmente altos para los niños, quienes normalmente no pueden comprender el peligro y pueden ser menos hábiles con las técnicas de manipulación segura. Como resultado, los niños tienden a sufrir lesiones más graves que los adultos.
Los polvos flash, especialmente aquellos que usan clorato , suelen ser muy sensibles a la fricción, el calor/llamas y la electricidad estática . Una chispa de tan sólo 0,1 a 10 milijulios puede hacer estallar determinadas mezclas. Ciertas formulaciones destacadas en la prensa clandestina contienen tanto azufre como clorato de potasio . Estas mezclas son especialmente sensibles a los golpes y la fricción y en muchas aplicaciones deben considerarse impredecibles. Las prácticas pirotécnicas modernas exigen no utilizar nunca azufre en una mezcla que contenga sales de clorato.
Algunas formulaciones de polvo instantáneo (aquellas que utilizan polvo de aluminio en escamas de un solo dígito micrométrico o polvo fino de magnesio como combustible) pueden autoconfinarse y explotar en pequeñas cantidades. Esto hace que el manejo del polvo flash sea peligroso, ya que puede causar daños auditivos graves y lesiones por amputación, incluso cuando se está sentado al aire libre. El autoconfinamiento ocurre cuando la masa del pilote proporciona suficiente inercia para permitir que se acumule una alta presión dentro de él a medida que reacciona la mezcla. Esto se conoce como "confinamiento inercial" y no debe confundirse con una detonación.
Los pirotécnicos aficionados no deben mezclar polvo flash de cualquier formulación en grandes cantidades. Los principiantes deben comenzar con cantidades de subgramos y abstenerse de fabricar dispositivos grandes. El polvo flash sólo debe fabricarse en el lugar donde se utilizará. Además, la mezcla debe prepararse inmediatamente antes de su uso. Cuando se mezclan, pueden entrar en vigor las leyes de transporte, almacenamiento, uso, posesión diversa y "armas de fuego" ilegales (incluidos los delitos graves) que no se aplican a los componentes sin mezclar o preensamblados.